# Imitaria
Imitaria é um género botânico pertencente à família Aizoaceae.

## Espécies
- Imitaria muirii